# Exetastes albitarsis
Exetastes albitarsis är en stekelart som beskrevs av Léon Abel Provancher 1874. Exetastes albitarsis ingår i släktet Exetastes och familjen brokparasitsteklar.

## Underarter
Arten delas in i följande underarter:
- E. a. arizonicus
- E. a. concavus
- E. a. crassisculptus